# بن واتسون
بن واتسون (بالإنجليزية: Ben Watson)‏ (6 ديسمبر 1985 بشوريهام في المملكة المتحدة - ) هو لاعب كرة قدم بريطاني في مركز الهجوم. شارك مع منتخب إنجلترا لكرة القدم C ‏. أما مع النوادي، فقد لعب مع إيستبورن بوروه وبرايتون أند هوف ألبيون وفوريست غرين ومنتخب إنجلترا الوطني لكرة قدم الصالات وبوغنور ريجيس تاون وDorchester Town F.C. ‏ ونادي باث سيتي وTruro City F.C. ‏ ونادي إكزتر سيتي وBideford A.F.C. ‏ وغرايز أتلاتيك ‏.

## وصلات خارجية
- بن واتسون على موقع قاعدة بيانات كرة القدم.إي يو (الإنجليزية)
- بن واتسون على موقع Soccerbase.com (لاعب) (الإنجليزية)